# ۱۰۱۹ (میلادی)
۱۰۱۹ (میلادی) هزار و نوزدهمین سال تقویم میلادی است.

## زادگان
- هاردیکانوت، پادشاه انگلستان و دانمارک (تاریخ احتمالی)

## درگذشتگان
‎